# 梁彌機
梁彌機（？—485年），為南北朝時期宕昌國君主之一，478年，彌機於其父梁彌治去世後繼立為君主。
在位時曾受其他勢力冊封，南朝宋任命其為使持節、督河涼二州、安西將軍、東羌校尉、河涼二州刺史、隴西公。南齊時，又受進號為鎮西將軍；北魏則封其為征南大將軍、西戎校尉、梁益二州牧、河南公、宕昌王。魏書又載其因入北魏朝見，殊無風禮。朝見完畢後，北魏孝文帝向左右群臣說：「夷狄之有君，不如諸夏之亡也，宕昌王雖為邊方之主，乃不如中國一吏。」於是改授領護西戎校尉、靈州刺史，而維持王號如故，更賜以車騎、戎馬、錦彩等，送其回國。
485年，彌機去世，子梁彌博繼位。
| 前任： 梁彌治 | 宕昌王 478年－485年 | 繼任： 子梁彌博 |